# Otto Frei
Otto Frei – szwajcarski zapaśnik walczący w stylu klasycznym. Olimpijczyk z Amsterdamu 1928, gdzie zajął dziewiąte miejsce w wadze średniej.

## Letnie Igrzyska Olimpijskie 1928
| Konkurencja          | Rundy eliminacyjne     | Rundy eliminacyjne        | Rundy eliminacyjne        | Klas. końcowa |
| Konkurencja          | Przeciwnik I           | Przeciwnik II             | Przeciwnik III            | Miejsce       |
| -------------------- | ---------------------- | ------------------------- | ------------------------- | ------------- |
| 75 kg styl klasyczny | Antonio Walzer (ARG) Z | Johannes Jacobsen (DEN) P | Nurettin Baytorun (TUR) P | 9.            |